# Полом (Горњи Милановац)
Полом је насеље у Србији, у општини Горњи Милановац, у Моравичком округу. Према попису из 2022. било је 175 становника. Удаљено је 28 км од Горњег Милановца. Налази се на јужним падинама планинског врха Рајац и планине Сувобор, на надморској висини од 480 до 800 м и на површини од 1.615 ха. Село је првобитно припадало општини, школи и црквеној парохији у селу Горњи Бањани. Сеоска слава је Бели петак.
У Полому је 1873. године рођен министар унутрашњих послова у Краљевини СХС Милорад Драшковић.
Овде се налазе Стари надгробни споменици у Полому (општина Горњи Милановац).

## Историја
На основу назива разних локалитета, гробаља и шљачиштима закључује се да је у средњем веку постојало рударско насеље, које је пред доласком Турака опустело. На основу предања и назива локалитета (Савин вир, Савино корито и други) верује се да је у ово насеље долазио Свети Сава.
Село је у 18. веку поново насељено од стране досељеника из Старог Влаха, ужичког краја и Босне.
У ратовима у периоду од 1912. до 1918. године село је дало 151 ратника. Погинуло их је 81 а 70 је преживело.

## Демографија
У пописима село је 1910. године имало 577 становника, 1921. године 450, а 2002. године тај број је спао на 254.
У насељу Полом живи 227 пунолетних становника, а просечна старост становништва износи 44.1 година (41.8 код мушкараца и 46.8 код жена). У насељу има 84 домаћинства, а просечан број чланова по домаћинству је 3.27.
Ово насеље је највећим делом насељено Србима (према попису из 2002. године), а у последња три пописа, примећен је пад у броју становника.
|  |

| Демографија | Демографија | Демографија |
| Година      | Становника  | Становника  |
| ----------- | ----------- | ----------- |
| 1948.       | 628         |             |
| 1953.       | 649         |             |
| 1961.       | 569         |             |
| 1971.       | 489         |             |
| 1981.       | 427         |             |
| 1991.       | 355         | 355         |
| 2002.       | 275         | 275         |
| 2011.       | 245         |             |

| Етнички састав према попису из 2002.‍ | Етнички састав према попису из 2002.‍ | Етнички састав према попису из 2002.‍ | Етнички састав према попису из 2002.‍ | Етнички састав према попису из 2002.‍ |
| ------------------------------------ | ------------------------------------ | ------------------------------------ | ------------------------------------ | ------------------------------------ |
|                                      |                                      |                                      |                                      |                                      |
| Срби                                 | Срби                                 |                                      | 271                                  | 98,54%                               |
| непознато                            | непознато                            |                                      | 1                                    | 0,36%                                |

| Година пописа     | 1948. | 1953. | 1961. | 1971. | 1981. | 1991. | 2002. |
| ----------------- | ----- | ----- | ----- | ----- | ----- | ----- | ----- |
| Број домаћинстава | 116   | 118   | 128   | 126   | 116   | 103   | 84    |

| Број чланова      | 1  | 2  | 3  | 4  | 5 | 6  | 7 | 8 | 9 | 10 и више | Просек |
| ----------------- | -- | -- | -- | -- | - | -- | - | - | - | --------- | ------ |
| Број домаћинстава | 17 | 22 | 13 | 10 | 5 | 10 | 6 | 1 | 0 | 0         | 3,27   |

| Пол    | Укупно | Неожењен/Неудата | Ожењен/Удата | Удовац/Удовица | Разведен/Разведена | Непознато |
| ------ | ------ | ---------------- | ------------ | -------------- | ------------------ | --------- |
| Мушки  | 120    | 39               | 69           | 9              | 3                  | 0         |
| Женски | 113    | 18               | 68           | 26             | 0                  | 1         |
| УКУПНО | 233    | 57               | 137          | 35             | 3                  | 1         |

| Пол    | Укупно                    | Пољопривреда, лов и шумарство | Рибарство                            | Вађење руде и камена | Прерађивачка индустрија       |
| ------ | ------------------------- | ----------------------------- | ------------------------------------ | -------------------- | ----------------------------- |
| Мушки  | 83                        | 78                            | 0                                    | 0                    | 1                             |
| Женски | 55                        | 47                            | 0                                    | 0                    | 1                             |
| УКУПНО | 138                       | 125                           | 0                                    | 0                    | 2                             |
| Пол    | Производња и снабдевање   | Грађевинарство                | Трговина                             | Хотели и ресторани   | Саобраћај, складиштење и везе |
| Мушки  | 1                         | 0                             | 0                                    | 1                    | 1                             |
| Женски | 0                         | 0                             | 3                                    | 0                    | 0                             |
| УКУПНО | 1                         | 0                             | 3                                    | 1                    | 1                             |
| Пол    | Финансијско посредовање   | Некретнине                    | Државна управа и одбрана             | Образовање           | Здравствени и социјални рад   |
| Мушки  | 0                         | 0                             | 0                                    | 0                    | 0                             |
| Женски | 0                         | 0                             | 0                                    | 2                    | 0                             |
| УКУПНО | 0                         | 0                             | 0                                    | 2                    | 0                             |
| Пол    | Остале услужне активности | Приватна домаћинства          | Екстериторијалне организације и тела | Непознато            | Непознато                     |
| Мушки  | 0                         | 0                             | 0                                    | 1                    | 1                             |
| Женски | 1                         | 0                             | 0                                    | 1                    | 1                             |
| УКУПНО | 1                         | 0                             | 0                                    | 2                    | 2                             |